# Saab 99
Der Saab 99 war ein Mittelklasse-PKW des Automobilherstellers Saab, der von Anfang 1968 bis Frühjahr 1984 hergestellt wurde. Der Saab 99 wurde von Sixten Sason entworfen.
Nachfolger war der im Spätsommer 1978 eingeführte Saab 900, neben dem er aber weiterhin im Angebot blieb. Als leicht veränderte Ausführung lief der 99 noch von Sommer 1984 bis Mitte 1987 als Saab 90 vom Band.

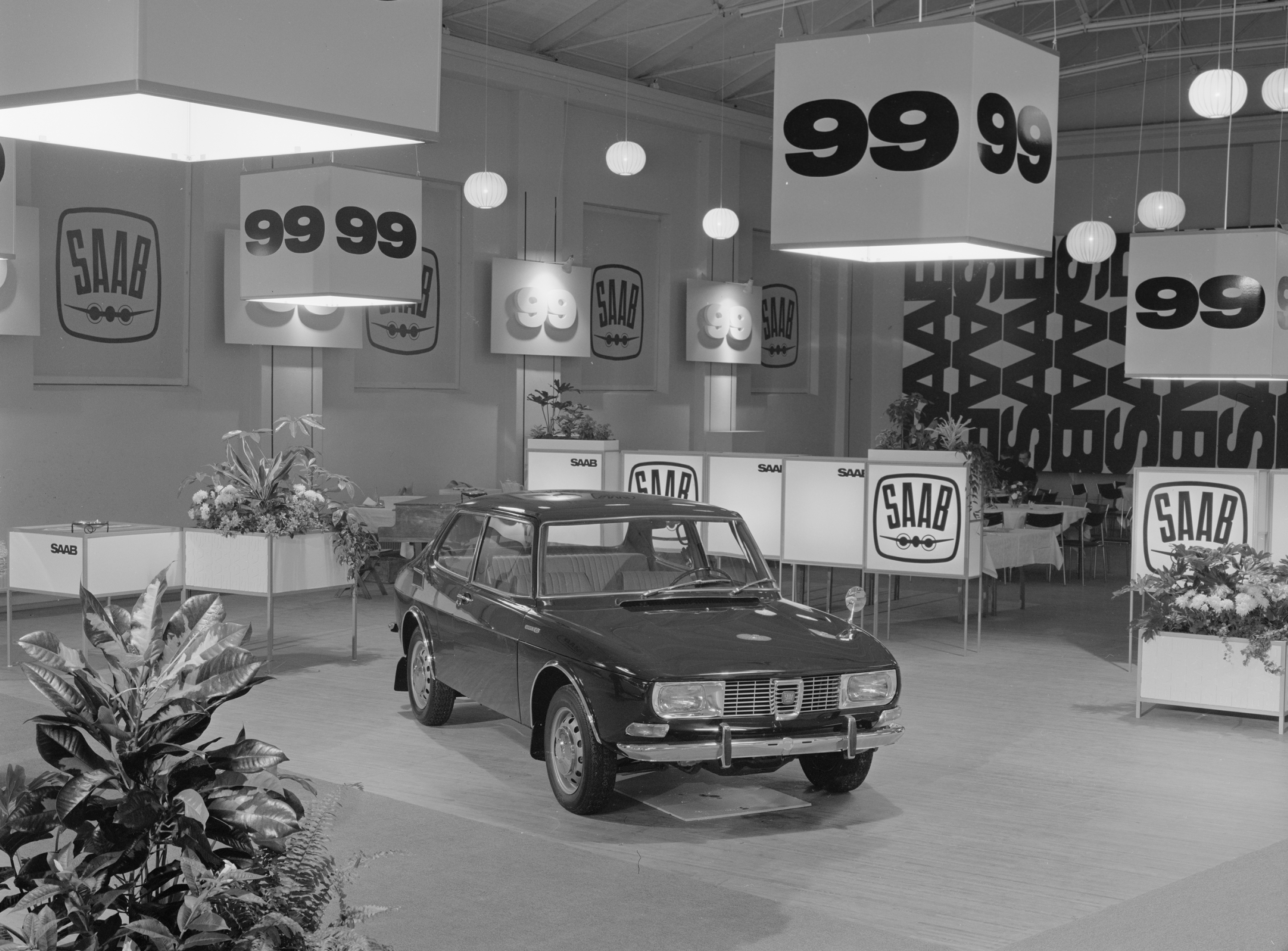
Premiere des neuen Saab 99 im Auditorium des Teknoramas im Technischen Museum Stockholm, 22. November 1967.

## Technik

### Fahrwerk und Karosserie
Der Saab 99 hatte eine zunächst zweitürige, selbsttragende Karosserie. Ab Frühjahr 1970 war der Wagen auch als Viertürer lieferbar und wurde mit einem neuen, gepolsterten Armaturenbrett und Scheinwerferwaschanlage versehen. Die Karosserie war so stabil ausgelegt, dass der Saab 99 anfangs die Homologation für den Motorsport erhielt, ohne dass dafür separate Überrollbügel montiert werden mussten, was sonst nur bei ausgesprochenen Motorsportfahrzeugen wie beispielsweise dem Lancia Stratos der Fall war. Die Dicke der Tiefziehbleche betrug teilweise bis zu 1,2 mm. Das und zahlreiche weitere Vorkehrungen, wie hochgelegte Schweißpunkte der Bodengruppe und diverse Korrosionsschutzbehandlungen, bewirkten eine bemerkenswerte Roststabilität, wie sie damals bei den meisten anderen Pkw-Herstellern nicht üblich war.
Das Fahrwerk hatte Einzelradaufhängung vorn an doppelten Dreieckslenkern und eine Starrachse hinten, die von zwei Wattgestängen links und rechts längs und einem Panhardstab quer geführt wurde. Eine Besonderheit war zudem der deutlich längere Arbeitsweg der Stoßdämpfer im Vergleich zu den Schraubenfedern (keine Federbeine).
Der Saab 99 war aufwendig zu fertigen: die Montage eines Fahrzeugs dauerte 73 Stunden. Moderne Fahrzeuge haben Montagezeiten von unter zehn Stunden, allerdings bei geringerer Fertigungstiefe.

### Motor
Dem bisherigen Konzept folgend besaß auch der Saab 99 Frontantrieb. Ursprünglich hatte Saab die britische Entwicklungsfirma Ricardo mit der Konstruktion eines Motors für den 99 beauftragt. Im Lauf der Entwicklung wurde aber schnell klar, dass die Konstruktion eines eigenen Motors für eine so kleine Firma wie Saab zu teuer und zu risikoreich war.
Ricardo hatte beste Kontakte zu verschiedenen britischen Autoherstellern. Dadurch wusste man, dass zur gleichen Zeit beim Hersteller Triumph ein Team um den Konstrukteur Harry Webster einen neuen Vierzylindermotor für die Triumph-Automobile entwickelte. Ricardo vermittelte dann einen Kontakt zwischen Saab und Triumph. So konnte Saab letztlich den neuen „Slant-Four“-Motor von Triumph für den 99 übernehmen.
Zunächst hatte er 1,7 Liter Hubraum, der später auf 1,85 Liter vergrößert wurde. Diese Version gab es auch mit einer D-Jetronic-Einspritzanlage. Weil der Motor als Teil einer Baureihe konzipiert war, die es auch mit 8 Zylindern als V-Motor geben sollte, war der Zylinderblock um 45° geneigt. Der Motor war längs über der Vorderachse eingebaut, das Vierganggetriebe lag darunter. Ab 1970 stand ein Automatikgetriebe zur Wahl. Bemerkenswert war dabei die umgekehrte Einbaulage des Motors, mit dem Schwungrad Richtung Kühler und dem Nockenwellenantrieb vor der Spritzwand. Die von Saab entwickelten und ab 1972 verwendeten Versionen dieses Motors (Baureihen B und H mit zwei Liter Hubraum) unterschieden sich in vielen Punkten (höherer Motorblock zugunsten eines breiteren Feuerstegs, Verteilerantrieb direkt von der Nockenwelle) von der Triumph-Konstruktion und sind nicht mit der von Triumph gebauten zwei Liter großen Variante verwandt.
Gemeinsam mit dem Konzernpartner Scania, der mit aufgeladenen Dieselmotoren Erfahrung gesammelt hatte, entwickelte man einen modernen Motor mit Abgasturboaufladung. Dieser arbeitete anders als bis dahin verwirklichte Turbomotorkonzepte der Konkurrenten nach der Drehmoment-Philosophie, gekennzeichnet durch einen relativ kleinen Turbolader, der mit einem eigens entwickelten Wastegateventil zur Ladedruckregulierung kombiniert wurde. Dieses System erzeugte bei niedrigerem Durchsatz ausreichend Ladedruck und sprach schneller an als herkömmliche Turbolader. Der Motor leistete bei 5.500/min 107 kW (145 PS) und beschleunigte das Fahrzeug in 8 Sekunden von 0 auf 100 km/h; die Höchstgeschwindigkeit lag knapp über 200 km/h. Optional gab es das Fahrzeug mit Wassereinspritzung, was die Leistung zusätzlich steigerte. Eingeführt wurde das Modell aber erst 1978 nach einer intensiven Testphase mit 100 Testwagen, die Motorjournalisten und Testfahrern zur genauen Analyse zur Verfügung gestellt wurden.

### Modellpflege (bezieht sich auf alle Märkte)
- 1970: Im Frühjahr kommt als Ergänzung der 99E mit Einspritzung und Automatikgetriebe. Die Leistung steigt dadurch von 80 auf 87 PS.
- 1971: Neues Armaturenbrett. Zusätzlich zum Motor mit 1,7 l Hubraum kommt ein 1,85-l-Motor mit Vergaser oder Einspritzung und ohne Freilauf. Einführung der Scheinwerfer-Wisch-Waschanlage und erstmals serienmäßig eine elektrische Sitzheizung beider Vordersitze.
- 1972: Erste große Modellpflege, alle Modelle ohne Freilaufgetriebe andere Vorderradaufhängung. Größere und anders platzierte Kombinationsleuchten vorn. Ebenfalls neu waren mächtige aktive Stoßstangen an Front und Heck des Wagens. Diese bewirkten zwar einen etwas besseren Unfallschutz, da sie bis Tempo 6 km/h verformbar und selbstreparierend waren, der Wagen verlor jedoch seine grazile Linie und wirkte nun etwas plump.
- 1973: Seitenaufprallschutz in den Türen, stoßnachgiebiger Innenhimmel. Außerdem gab es einen Motor mit 1,971 Liter Hubraum. Eingeführt wurde der neue Motor mit dem Serienstart des Saab 99 EMS mit Bosch D-Jetronic, später auch bei den Vergaservarianten. Schwarzer Kühlergrill mit Zierteilen aus poliertem Alu.
- 1974: Zusätzlich zu den zwei- und viertürigen Modellen kam eine Variante mit Schrägheck und großer Heckklappe mit niedriger Ladekante auf den Markt, das Combi-Coupé (kurz: CC) genannt wurde. Diese hatte bei umgelegter Rücksitzbank ein Ladevolumen von 1.600 Litern. Neue Sitze mit integrierten Kopfstützen vorn und bei der Limousine Nackenaufprallschutz hinten mit Heckscheibendefrosterdüsen zur Heckscheibenheizung und außen verbesserte Stoßstangen, die nun bis 8 km/h selbstreparierend sind.
- 1975: Zweite umfangreiche Modellpflege, komplett überarbeitete Technik an Fahrwerk und Antrieb, die Motorleistung steigt von 95 auf 100 PS und von 110 auf 118 PS. Der Kühlergrill besteht nun aus Kunststoff. Der Triumph-Motor entfällt. Als zusätzliches Modell kommt ein zweisitziger Lieferwagen ins Angebot. Das Modell EMS, die Sportvariante, wird mit K-Jetronic ausgerüstet, und der Wagen ging ab nun neben dem Saab 96 im Rallyesport mit an den Start – gefahren von Stig Blomqvist und Per Eklund. Die Rallyeversion erhielt 1976 Zylinderköpfe mit 16 Ventilen und zwei Nockenwellen. Diese rallyeerprobte Variante war auch die Basis für den Turbomotor von Saab.
- 1976: Erweiterung der Motorenpalette durch einen Zweivergasermotor mit 108 PS. Elektrische Heckscheibenheizung auch beim Zwei- und Viertürer. Als zusätzliche Karosserievariante wird das fünftürige Combi-Coupé eingeführt und eine Luxusversion mit 118-PS-Motor gleich dem EMS aber nur 4-türig und mit Servolenkung namens GLE.
- 1977: Kleine Modellpflege äußerlich durch größere Heckleuchten bei der Limousine und vergrößerte Kombileuchten bei allen Varianten vorn. Die Kombileuchten enthielten ein Kurvenlicht und seitliche Rückfahrscheinwerfer (in Deutschland nicht zugelassen). Im Herbst stand das Modell Turbo als dreitüriges Combi-Coupé in perlmuttweiß auf der 47. IAA in Frankfurt und wurde ab Herbst des Jahres auch an die Kunden, vornehmlich in den USA, ausgeliefert. Vorserienfertigung von 100 Fahrzeugen zu Testzwecken bereits vorab als 'EMS-Turbo' an Motorjournalisten und Autotester im Frühjahr aufgelegt.
- 1978: Serienfertigung des Saab 99 Turbo beginnt mit dem Modelljahr. Er ist mit einem 2.0-Liter-Motor ausgestattet, der aufgeladen 145 PS leistet und 235 Nm Drehmoment besitzt. Nur als 3-türiges CombiCoupe erhältlich in schwarz und carinalrot, serienmäßig mit Schiebedach. GLE-Modell nun nur 5-türig.
- 1979: Technische Anpassung an den Saab 900, Vereinfachung der Ausstattung, darunter Wegfall des Nackenschutzes der Fondpassagiere. Weniger Modellvarianten. Turbo nun nicht mehr 3-türig lieferbar. Nun aber als 2-türiger Sedan nur für Europa in marmorweiß und akaziengrün in geringer Stückzahl ebenso wie EMS.
- 1980: Längere Stoßstangen und weitere technische Anpassung an den Saab 900. Nur noch als Limousine lieferbar. Zweitüriger Turbo in festgelegten geringen Stückzahlen aber auch mit Fünfganggetriebe erhältlich.
- 1981: Motoren mit 100-PS-Vergaser oder 118-PS-Einspritzung. Vier oder fünf Gänge, keine Automatik mehr lieferbar. Produktion nur noch in Uusikaupunki/Finnland bei SAAB-Valmet.
- 1982: Durch Veränderung im Frontbereich kann der 99 nun mit dem H-Motor aus dem 900 ausgerüstet werden. Außen neue Seitenzierleisten und Kühlergrill vom 99 EMS.
- 1983: Kühlergrill wird im Design dem Saab 900 angepasst.
- 1984: Kontaktlose elektronische Zündung. Produktion wird im April eingestellt.

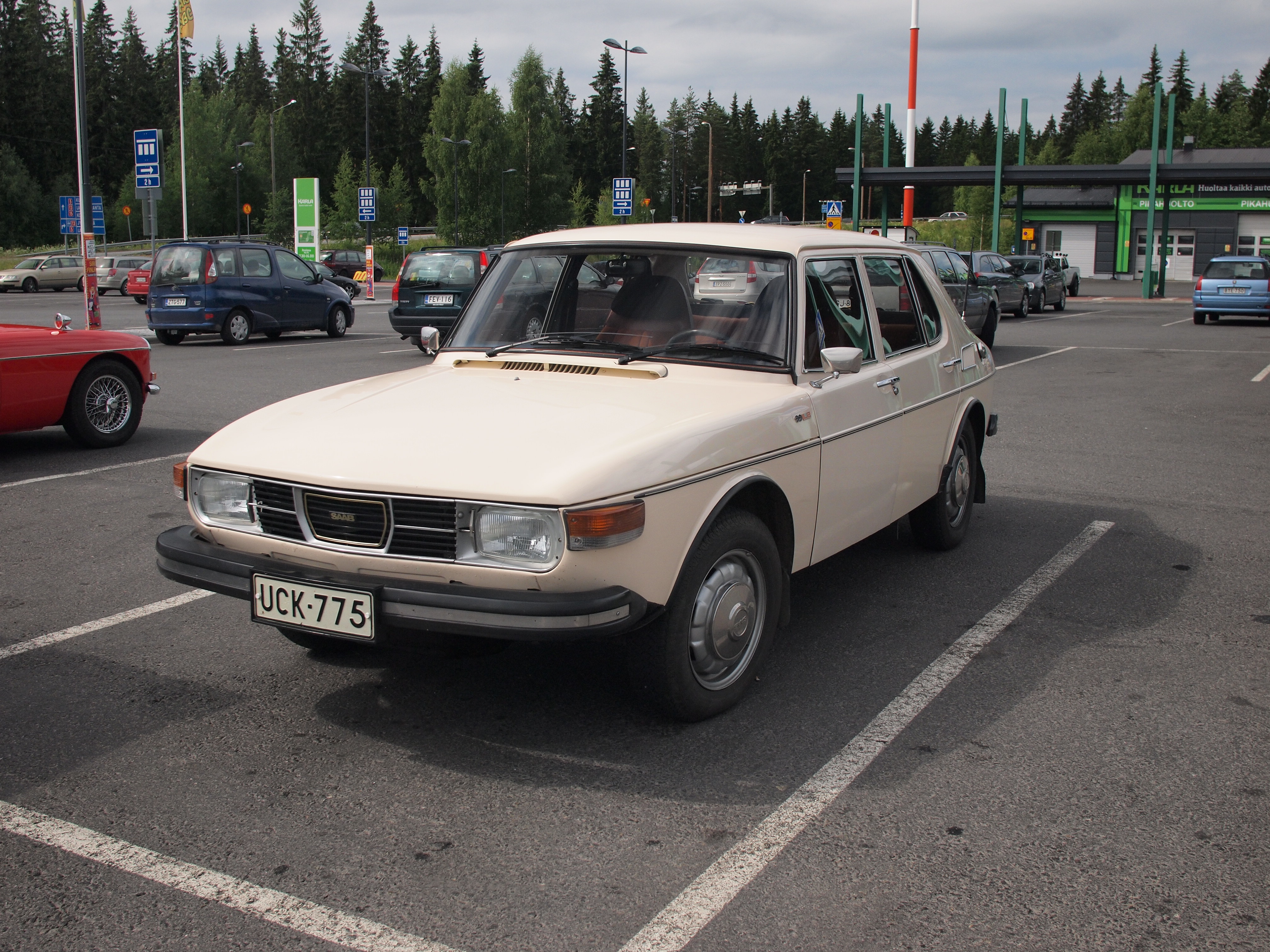
Saab 99 L 1976 4-tür Sedan
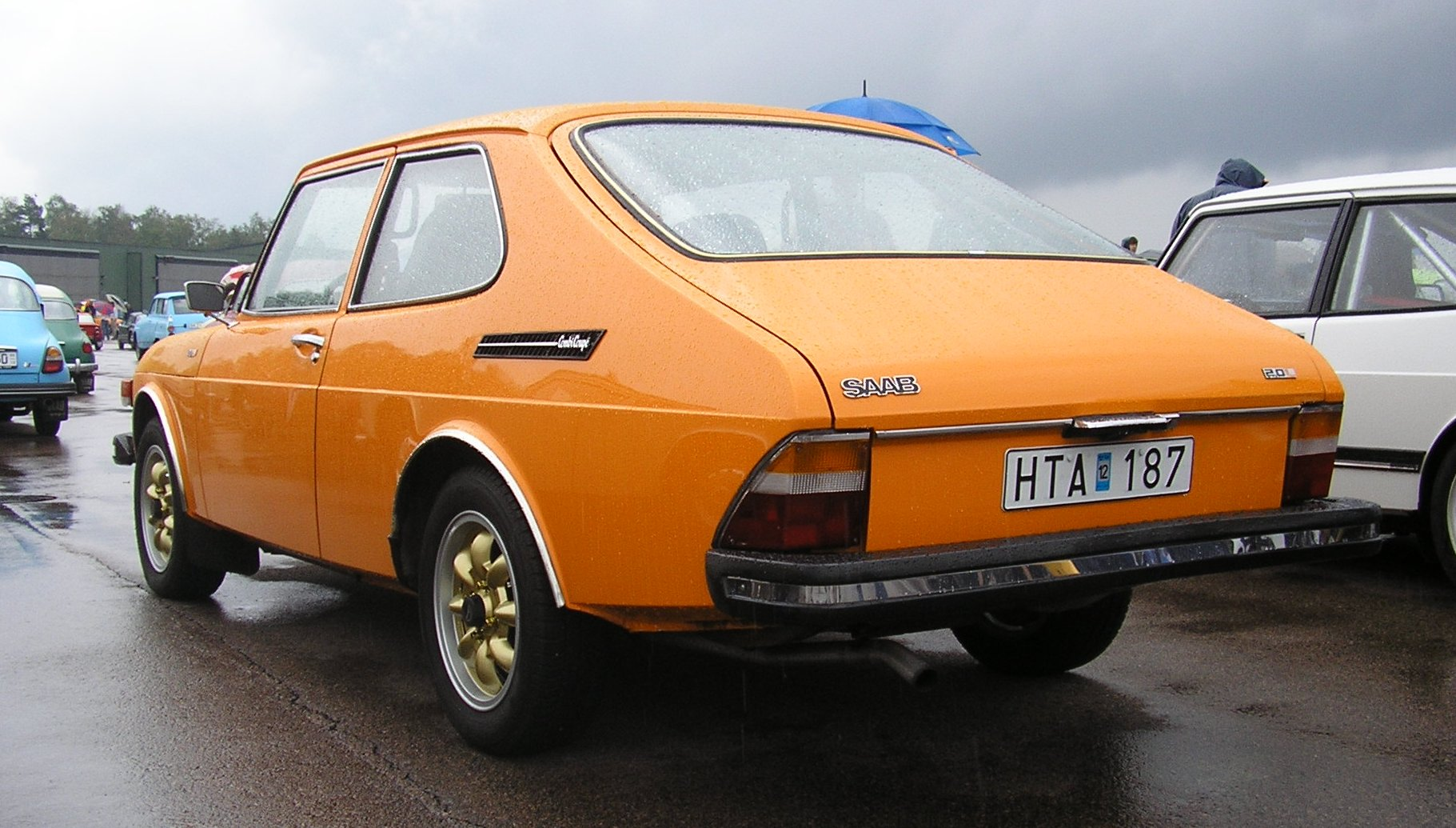
Saab 99 CombiCoupe 1975
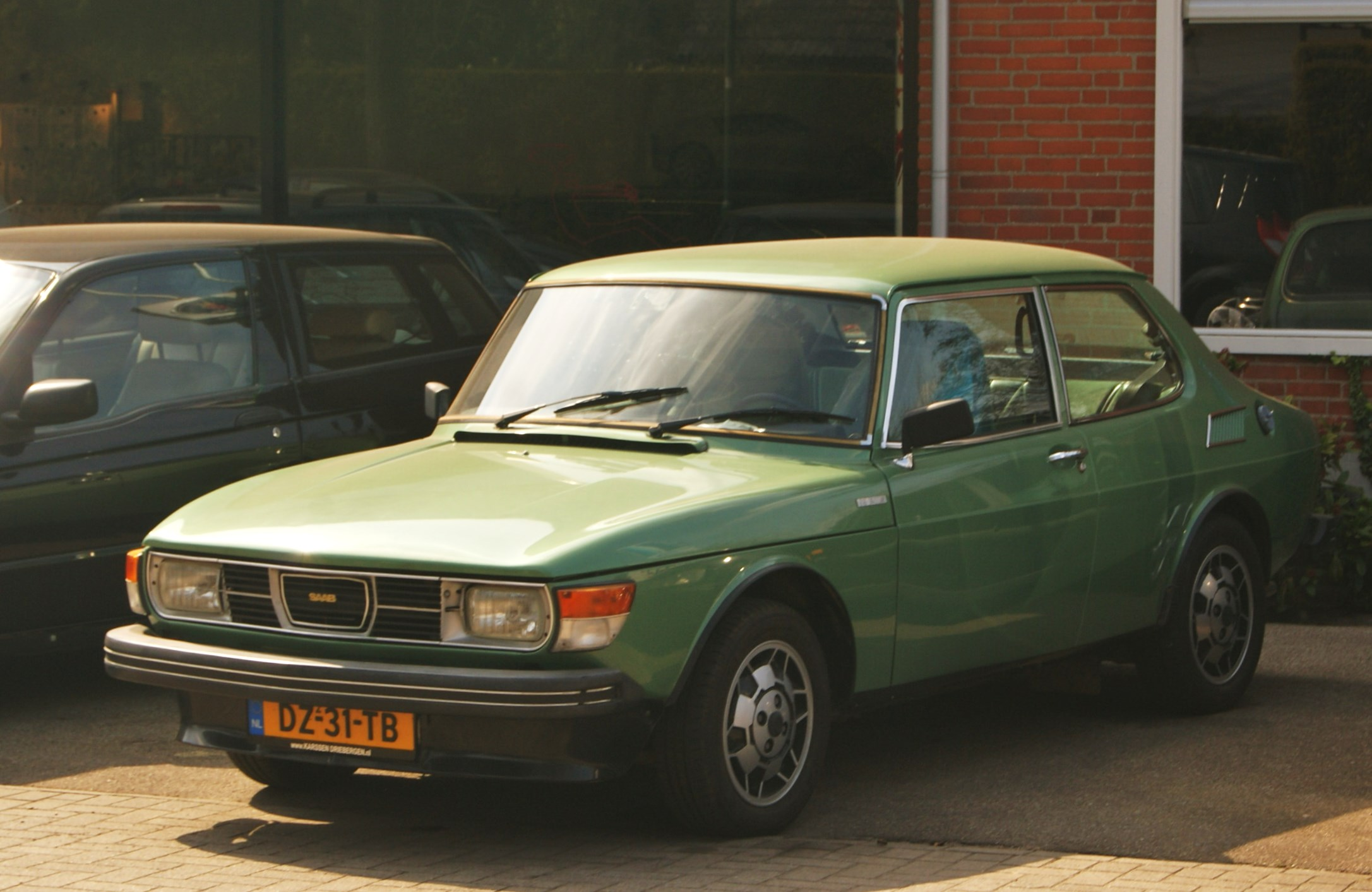
Saab 99 EMS 1979
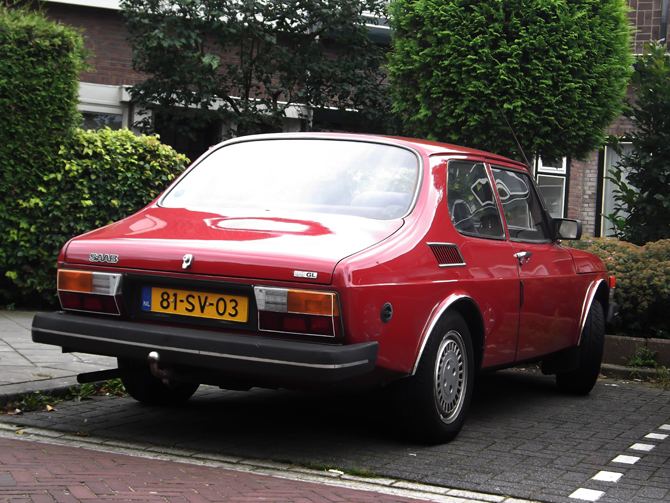
SAAB 99 GL 1981
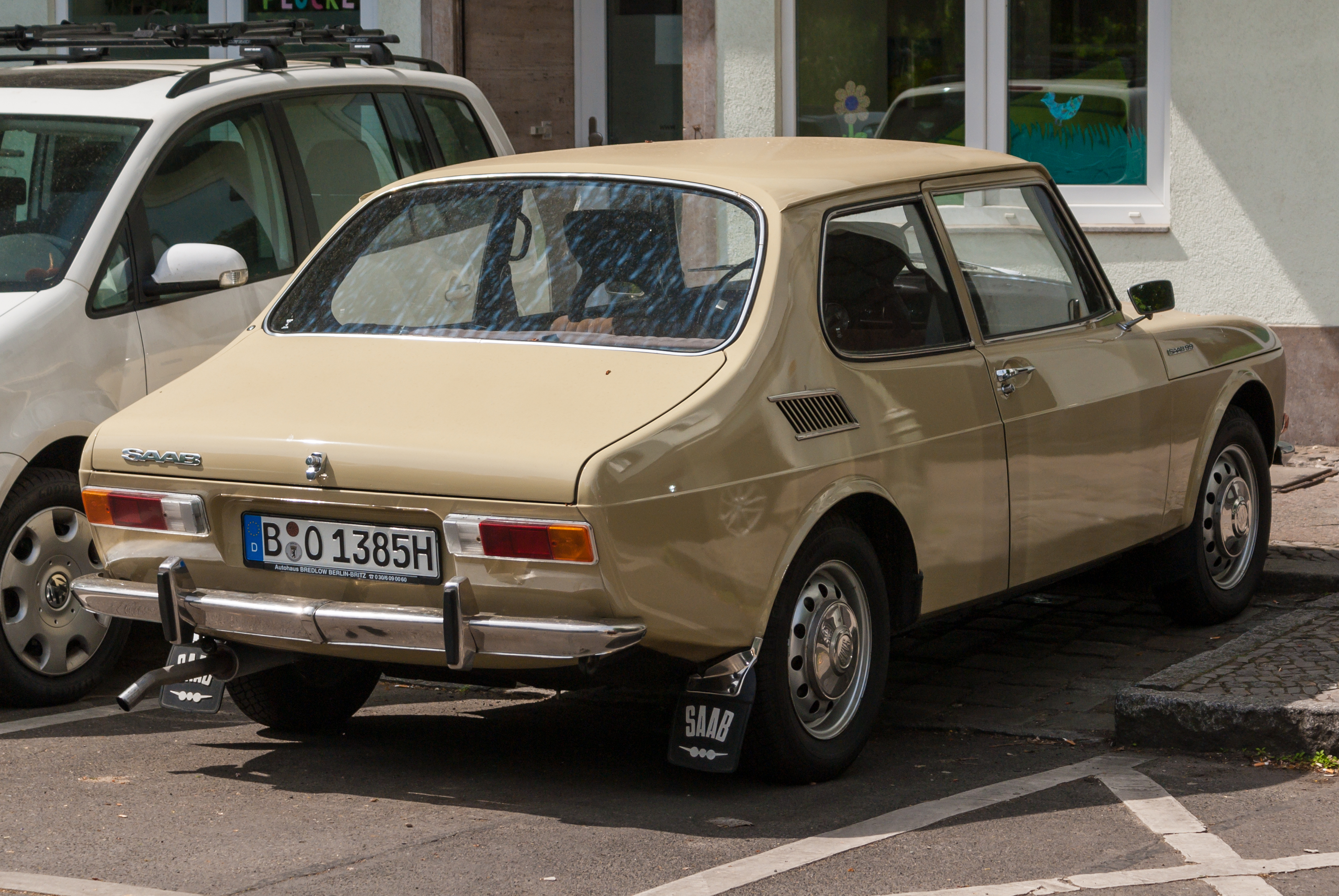
Heckansicht in der ursprünglichen Ausführung (1968–1971)
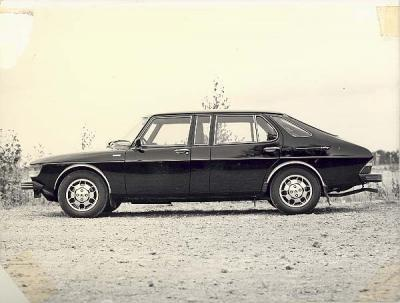
Langversion Finlandia als Staatskarosse

## Saab 99 Petro
Im Jahre 1977 präsentierte man ein Modell mit bivalentem Antrieb (Benzin oder Petroleum) für den finnischen Markt. Es wurde ausschließlich im Werk Uusikaupunki (Nystad) hergestellt und war nur mit der zweitürigen Karosserie des Saab 99 lieferbar.
Wie beim Horizon Petro verfügte er über einen niedrig verdichteten Motor. Dabei handelte es sich um den Zweiliter-Turbomotor, allerdings ohne Turbolader, der dadurch 63 kW (85 PS) leistete. Die Höchstgeschwindigkeit lag bei 150 km/h. Der Tank war geteilt, wobei die größere Hälfte für das Motorpetroleum war und 45 Liter fasste. Äußerlich unterschied er sich neben dem Petro-Schriftzug durch einen zweiten Tankstutzen, der sich rechts vom Kennzeichen befand.
Mit Einstellung der Produktion des Saab 99 endete auch die Herstellung der Petro-Modelle.

## Das Ende des Saab 99

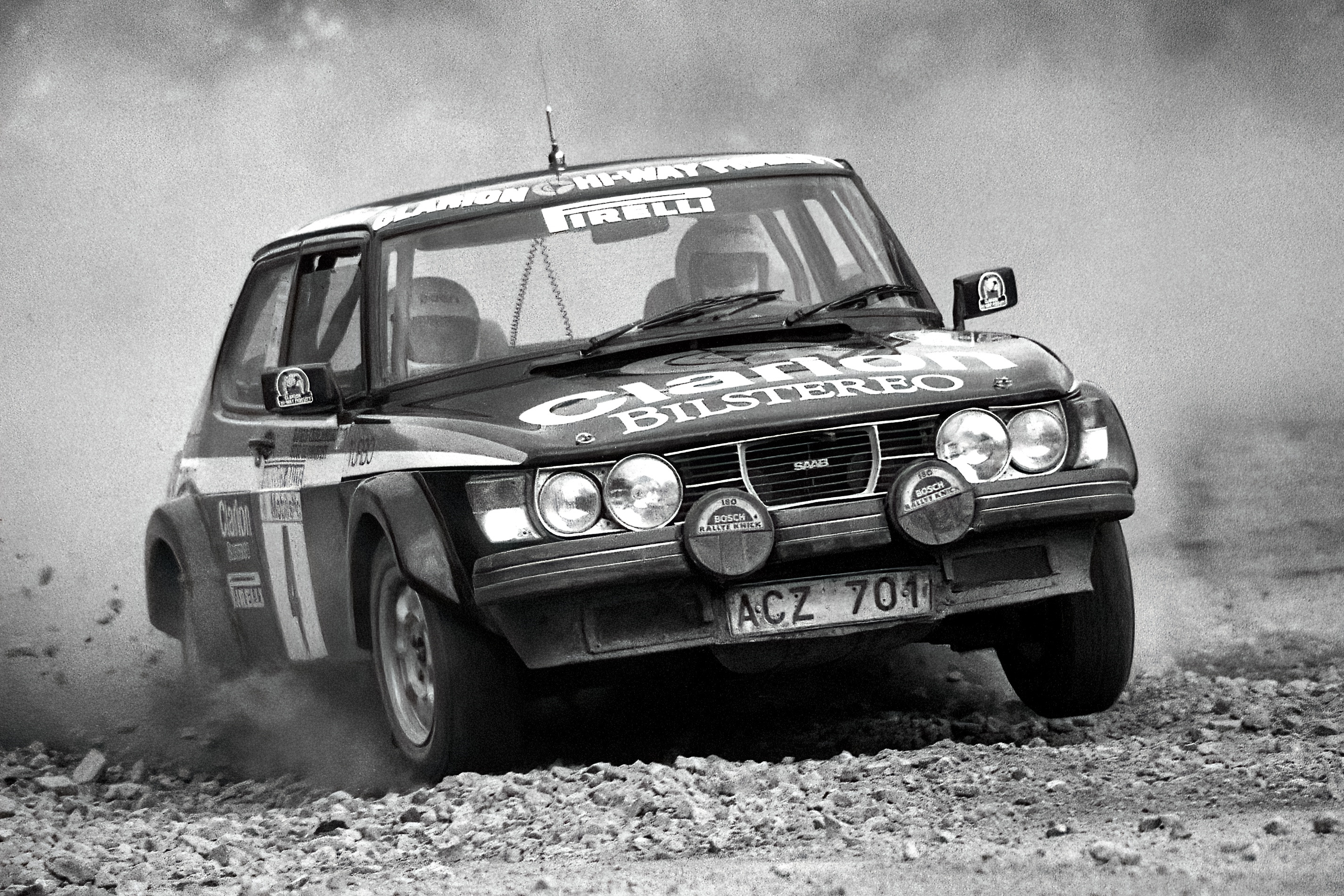
Stig Blomqvist im Saab 99 Turbo bei der Hunsrück-Rallye 1980

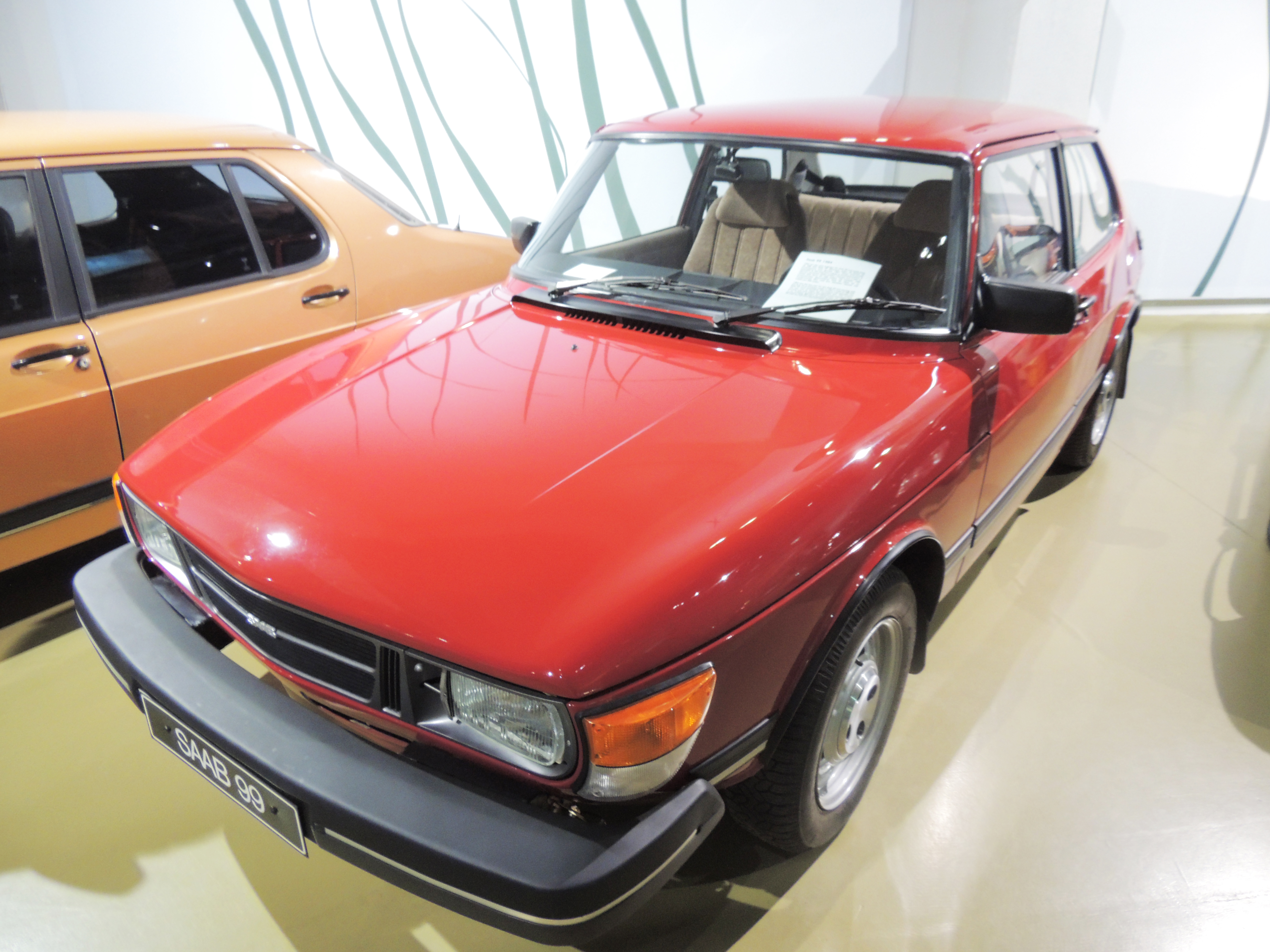
Saab 99 (1983–1984) mit neuem Kühlergrill und 5-Gang-Getriebe

Im Spätsommer 1978 wurde der Saab 900 eingeführt, ein etwas verlängertes und erweitertes Modell auf Basis des Saab 99. Die Vielfalt an Modellen nahm beim 99 nun etwas ab, und so wurde der 99 Turbo nur noch in Europa zu Homologationszwecken als zweitüriges Modell angeboten. Ebenso wie der EMS in nur geringer Stückzahl. In Deutschland bot Saab ab Sommer 1980 nur noch zwei- und viertürige 99er-Modelle mit Einfachvergaser-100-PS-Motor an, um den Absatz der 900-Modelle zu fördern. In den USA führte Saab den 99 im MY 1980 als „GL“ mit dem 110 PS Motor letztmalig im Modellprogramm.
Ab 1981 wurde der 99 nur noch in Finnland im dortigen Werk von Saab-Valmet produziert, das aber auf ausgezeichnetem Qualitätsniveau.
1982 wurde noch der im 900 eingesetzte weiterentwickelte sogenannte H-Motor eingebaut, und ein Fünfganggetriebe stand zur Wahl.
Ein sanftes Facelift und eine gute Ausstattung sorgten ab 1983 nochmals für steigende Absatzzahlen. Selbst zum letzten Produktionsjahr 1984 wurde der stetig verbesserte und mittlerweile sehr ausgereifte Wagen nochmals mit kontaktloser Zündanlage und geänderter Lenkgeometrie aufgewertet und blieb bis Frühjahr 1984 in den deutschen Preislisten. Auch 1985 war noch nicht endgültig Schluss, denn der Saab 99 erfuhr ab August 1984 als Saab 90 eine Fortsetzung: Die Karosserie mit zwei Türen wurde mit dem Heck des Saab 900 Sedan versehen und so noch bis August 1987 als günstigstes Modell in der Saab-Modellpalette angeboten.
Da der Saab 900 im eigentlichen Sinne eine Fortentwicklung ist, blieb das Konzept des Saab 99 bis zum Ende der Produktionszeit des klassischen Saab 900 im Jahr 1993 bestehen.

## Herstellungsorte
Der Saab 99 wurde nicht nur im Werk Trollhättan (Stallbacka) hergestellt, sondern auch im Werk Uusikaupunki/Nystad in Finnland von der Tochtergesellschaft Oy Saab-Valmet ab. Der Saab 99 war deshalb auch als Polizeiwagen in Finnland im Einsatz. Darüber hinaus montierte Saab-IMA (Importateur des Moteurs et d’Automobiles) im belgischen Mechelen 24.891 Fahrzeuge.

## Produktionszahlen
Insgesamt 588.643 Einheiten (1967–1984)
| Jahr | Stückzahl | Jahr | Stückzahl |
| ---- | --------- | ---- | --------- |
| 1967 | 25        | 1976 | 72,819    |
| 1968 | 4190      | 1977 | 60,316    |
| 1969 | 19,411    | 1978 | 45,851    |
| 1970 | 29,755    | 1979 | 22,443    |
| 1971 | 35,136    | 1980 | 17,108    |
| 1972 | 45,001    | 1981 | 13,381    |
| 1973 | 52,065    | 1982 | 20,006    |
| 1974 | 62,637    | 1983 | 17,187    |
| 1975 | 64,167    | 1984 | 7,145     |

## Technische Daten
| Saab 99                                        | 1.7 (1969–71)                                                                     | 1.7 E (1970)                                                                      | 1.85 (1971–74)                                                                    | 1.85 E (1971–74)                                                                  | 2.0 EMS / LE / GL (1972–1980)                                                     | 2.0 (1973–1974)                                                                   | 2.0 (1975–81)                                                                     | GLs (1975–82)                                                                     | 2.0 EMS/GLi / GLE (1975–81)                                                       | Turbo (1978–80)                                                                   | 2.0 GL (1982–84)                                                                  |
| ---------------------------------------------- | --------------------------------------------------------------------------------- | --------------------------------------------------------------------------------- | --------------------------------------------------------------------------------- | --------------------------------------------------------------------------------- | --------------------------------------------------------------------------------- | --------------------------------------------------------------------------------- | --------------------------------------------------------------------------------- | --------------------------------------------------------------------------------- | --------------------------------------------------------------------------------- | --------------------------------------------------------------------------------- | --------------------------------------------------------------------------------- |
| Motor                                          | Triumph slant-four 4-Zylinder-Reihenmotor (Viertakt)                              | Triumph slant-four 4-Zylinder-Reihenmotor (Viertakt)                              | Triumph slant-four 4-Zylinder-Reihenmotor (Viertakt)                              | Triumph slant-four 4-Zylinder-Reihenmotor (Viertakt)                              | Saab B-Motor 4-Zylinder-Reihenmotor (Viertakt)                                    | Saab B-Motor 4-Zylinder-Reihenmotor (Viertakt)                                    | Saab B-Motor 4-Zylinder-Reihenmotor (Viertakt)                                    | Saab B-Motor 4-Zylinder-Reihenmotor (Viertakt)                                    | Saab B-Motor 4-Zylinder-Reihenmotor (Viertakt)                                    | Saab B-Motor 4-Zylinder-Reihenmotor (Viertakt)                                    | Saab H-Motor 4-Zylinder-Reihenmotor (Viertakt)                                    |
| Hubraum                                        | 1709 cm³                                                                          | 1709 cm³                                                                          | 1854 cm³                                                                          | 1854 cm³                                                                          | 1985 cm³                                                                          | 1985 cm³                                                                          | 1985 cm³                                                                          | 1985 cm³                                                                          | 1985 cm³                                                                          | 1985 cm³                                                                          | 1985 cm³                                                                          |
| Gemischaufbereitung                            | 1× Zenith-Stromberg 175                                                           | Bosch D-Jetronic (elektrisch)                                                     | 1× Zenith-Stromberg 175                                                           | Bosch D-Jetronic (elektrisch)                                                     | Bosch D-Jetronic (elektrisch)                                                     | 1× Zenith-Stromberg 175                                                           | 1× Zenith-Stromberg 175                                                           | 2× Zenith-Stromberg 150CDS(E)                                                     | Bosch K-Jetronic (mechanisch)                                                     | Garret Turbolader                                                                 | 1× Zenith-Stromberg 175                                                           |
| Bohrung × Hub                                  | 83,5 × 78 mm                                                                      | 83,5 × 78 mm                                                                      | 87 × 78 mm                                                                        | 87 × 78 mm                                                                        | 90 × 78 mm                                                                        | 90 × 78 mm                                                                        | 90 × 78 mm                                                                        | 90 × 78 mm                                                                        | 90 × 78 mm                                                                        | 90 × 78 mm                                                                        | 90 × 78 mm                                                                        |
| Leistung bei 1/min                             | 60 kW (82 PS) bei 5200/min                                                        | 64 kW (87 PS) bei 5200/min                                                        | 63 kW (86 PS) bei 5000/min                                                        | 70 kW (95 PS) bei 5200/min                                                        | 81 kW (110 PS) bei 5500/min                                                       | 70 kW (95 PS)                                                                     | 73 kW (99 PS) bei 5200/min                                                        | 79 kW (107 PS)                                                                    | 87 kW (118 PS) bei 5500/min                                                       | 107 kW (145 PS) bei 5000/min                                                      | 74 kW (100 PS) bei 5200/min                                                       |
| Max. Drehmoment bei 1/min                      | 127 Nm bei 3000/min                                                               | 127 Nm bei 3000/min                                                               | 147 Nm bei 3000/min                                                               | 147 Nm bei 3000/min                                                               | 161 Nm bei 3500/min                                                               |                                                                                   | 162 Nm bei 3500/min                                                               |                                                                                   | 167 Nm bei 3700/min                                                               | 235 Nm bei 3000                                                                   | 162 Nm bei 3500/min                                                               |
| Verdichtung                                    | 8,8:1                                                                             | 9,0:1                                                                             | 9,0:1                                                                             | 9,0:1                                                                             | 9,2:1                                                                             | 9,2:1                                                                             | 9,2:1                                                                             | 9,2:1                                                                             | 9,2:1                                                                             | 7,2:1                                                                             | 9,5:1                                                                             |
| Ventilsteuerung                                | Obenliegende Nockenwelle, Antrieb über Kette, 8 Ventile                           | Obenliegende Nockenwelle, Antrieb über Kette, 8 Ventile                           | Obenliegende Nockenwelle, Antrieb über Kette, 8 Ventile                           | Obenliegende Nockenwelle, Antrieb über Kette, 8 Ventile                           | Obenliegende Nockenwelle, Antrieb über Kette, 8 Ventile                           | Obenliegende Nockenwelle, Antrieb über Kette, 8 Ventile                           | Obenliegende Nockenwelle, Antrieb über Kette, 8 Ventile                           | Obenliegende Nockenwelle, Antrieb über Kette, 8 Ventile                           | Obenliegende Nockenwelle, Antrieb über Kette, 8 Ventile                           | Obenliegende Nockenwelle, Antrieb über Kette, 8 Ventile                           | Obenliegende Nockenwelle, Antrieb über Kette, 8 Ventile                           |
| Kühlung                                        | Wasserkühlung                                                                     | Wasserkühlung                                                                     | Wasserkühlung                                                                     | Wasserkühlung                                                                     | Wasserkühlung                                                                     | Wasserkühlung                                                                     | Wasserkühlung                                                                     | Wasserkühlung                                                                     | Wasserkühlung                                                                     | Wasserkühlung                                                                     | Wasserkühlung                                                                     |
| Getriebe                                       | 4-Gang-Getriebe                                                                   | 4-Gang-Getriebe (3-Stufen Automatik optional)                                     | 4-Gang-Getriebe                                                                   | 4-Gang-Getriebe (3-Stufen Automatik optional)                                     | 4-Gang-Getriebe (3-Stufen Automatik u. 5-Gang optional)                           | 4-Gang-Getriebe                                                                   | 4-Gang-Getriebe                                                                   | 4-Gang-Getriebe (3-Stufen Automatik u. 5-Gang optional)                           | 4-Gang-Getriebe (3-Stufen Automatik optional)                                     | 4-Gang-Getriebe (5-Gang optional)                                                 | 5-Gang-Getriebe                                                                   |
| Radaufhängung vorn                             | Dreieckslenker oben und unten, Schraubenfedern und Stoßdämpfer                    | Dreieckslenker oben und unten, Schraubenfedern und Stoßdämpfer                    | Dreieckslenker oben und unten, Schraubenfedern und Stoßdämpfer                    | Dreieckslenker oben und unten, Schraubenfedern und Stoßdämpfer                    | Dreieckslenker oben und unten, Schraubenfedern und Stoßdämpfer                    | Dreieckslenker oben und unten, Schraubenfedern und Stoßdämpfer                    | Dreieckslenker oben und unten, Schraubenfedern und Stoßdämpfer                    | Dreieckslenker oben und unten, Schraubenfedern und Stoßdämpfer                    | Dreieckslenker oben und unten, Schraubenfedern und Stoßdämpfer                    | Dreieckslenker oben und unten, Schraubenfedern und Stoßdämpfer                    | Dreieckslenker oben und unten, Schraubenfedern und Stoßdämpfer                    |
| Radaufhängung hinten                           | Starrachse, zwei Wattgestänge längs, Panhardstab, Schraubenfedern und Stoßdämpfer | Starrachse, zwei Wattgestänge längs, Panhardstab, Schraubenfedern und Stoßdämpfer | Starrachse, zwei Wattgestänge längs, Panhardstab, Schraubenfedern und Stoßdämpfer | Starrachse, zwei Wattgestänge längs, Panhardstab, Schraubenfedern und Stoßdämpfer | Starrachse, zwei Wattgestänge längs, Panhardstab, Schraubenfedern und Stoßdämpfer | Starrachse, zwei Wattgestänge längs, Panhardstab, Schraubenfedern und Stoßdämpfer | Starrachse, zwei Wattgestänge längs, Panhardstab, Schraubenfedern und Stoßdämpfer | Starrachse, zwei Wattgestänge längs, Panhardstab, Schraubenfedern und Stoßdämpfer | Starrachse, zwei Wattgestänge längs, Panhardstab, Schraubenfedern und Stoßdämpfer | Starrachse, zwei Wattgestänge längs, Panhardstab, Schraubenfedern und Stoßdämpfer | Starrachse, zwei Wattgestänge längs, Panhardstab, Schraubenfedern und Stoßdämpfer |
| Bremsen                                        | Scheibenbremsen rundum, Servo                                                     | Scheibenbremsen rundum, Servo                                                     | Scheibenbremsen rundum, Servo                                                     | Scheibenbremsen rundum, Servo                                                     | Scheibenbremsen rundum, Servo                                                     | Scheibenbremsen rundum, Servo                                                     | Scheibenbremsen rundum, Servo                                                     | Scheibenbremsen rundum, Servo                                                     | Scheibenbremsen rundum, Servo                                                     | Scheibenbremsen rundum, Servo                                                     | Scheibenbremsen rundum, Servo                                                     |
| Lenkung                                        | Zahnstangenlenkung                                                                | Zahnstangenlenkung                                                                | Zahnstangenlenkung                                                                | Zahnstangenlenkung                                                                | Zahnstangenlenkung                                                                | Zahnstangenlenkung                                                                | Zahnstangenlenkung                                                                | Zahnstangenlenkung                                                                | Zahnstangenlenkung                                                                | Zahnstangenlenkung                                                                | Zahnstangenlenkung                                                                |
| Karosserie                                     | Stahlblech, selbsttragend                                                         | Stahlblech, selbsttragend                                                         | Stahlblech, selbsttragend                                                         | Stahlblech, selbsttragend                                                         | Stahlblech, selbsttragend                                                         | Stahlblech, selbsttragend                                                         | Stahlblech, selbsttragend                                                         | Stahlblech, selbsttragend                                                         | Stahlblech, selbsttragend                                                         | Stahlblech, selbsttragend                                                         | Stahlblech, selbsttragend                                                         |
| Spurweite vorn/hinten                          | 1400–1410 / 1420–1440 mm                                                          | 1400–1410 / 1420–1440 mm                                                          | 1400–1410 / 1420–1440 mm                                                          | 1400–1410 / 1420–1440 mm                                                          | 1400–1410 / 1420–1440 mm                                                          | 1400–1410 / 1420–1440 mm                                                          | 1400–1410 / 1420–1440 mm                                                          | 1400–1410 / 1420–1440 mm                                                          | 1400–1410 / 1420–1440 mm                                                          | 1400–1410 / 1420–1440 mm                                                          | 1400–1410 / 1420–1440 mm                                                          |
| Radstand                                       | 2475 mm                                                                           | 2475 mm                                                                           | 2475 mm                                                                           | 2475 mm                                                                           | 2475 mm                                                                           | 2475 mm                                                                           | 2475 mm                                                                           | 2475 mm                                                                           | 2475 mm                                                                           | 2475 mm                                                                           | 2475 mm                                                                           |
| Abmessungen                                    |                                                                                   |                                                                                   |                                                                                   |                                                                                   | 4477 × 1690 × 1440 mm                                                             |                                                                                   | 4477 × 1690 × 1440 mm                                                             |                                                                                   |                                                                                   | 4530 × 1690 × 1440 mm                                                             | 4480 × 1690 × 1440 mm                                                             |
| Leergewicht in kg                              |                                                                                   |                                                                                   |                                                                                   |                                                                                   | 1135                                                                              |                                                                                   | 1130 (zweitürig)                                                                  | 1160                                                                              | 1160                                                                              | 1160–1210                                                                         | 1120                                                                              |
| Höchstgeschwindigkeit (Werk)                   |                                                                                   |                                                                                   | 155 km/h                                                                          | 161,5 km/h                                                                        | 175,6 km/h                                                                        |                                                                                   | 164 km/h                                                                          | 170 km/h                                                                          | 174 km/h                                                                          | 195 km/h                                                                          | 160 km/h                                                                          |
| Beschleunigung von 0–100 km/h (Werk) in s      |                                                                                   |                                                                                   | 16,5                                                                              | 14, 6                                                                             | 11,6                                                                              |                                                                                   | 14,0                                                                              | 13,5                                                                              | 12,2                                                                              | 8,9                                                                               | 14,5                                                                              |
| Verbrauch in Liter/100 Kilometer (Werksangabe) |                                                                                   |                                                                                   |                                                                                   |                                                                                   |                                                                                   |                                                                                   |                                                                                   |                                                                                   | 10,8 l DIN Normverbrauch                                                          | (Viergang) 11,5/7,9/9,9 Stadt/Land/AB nach DIN 70030/ECE                          | 12,9 / 7,2 / 9,8 Stadt/Land/AB nach DIN 70030/ECE                                 |
| Preis in Deutschland (DM)                      |                                                                                   |                                                                                   |                                                                                   |                                                                                   |                                                                                   |                                                                                   | 17.450,- (zweitürig) (15. April 1980)                                             |                                                                                   |                                                                                   | 25.250,- (zweitürig) (15. April 1980)                                             | 19.250,- (zweitürig) (09/82)                                                      |